# Onze-Lieve-Vrouwekerk (Évegnée)

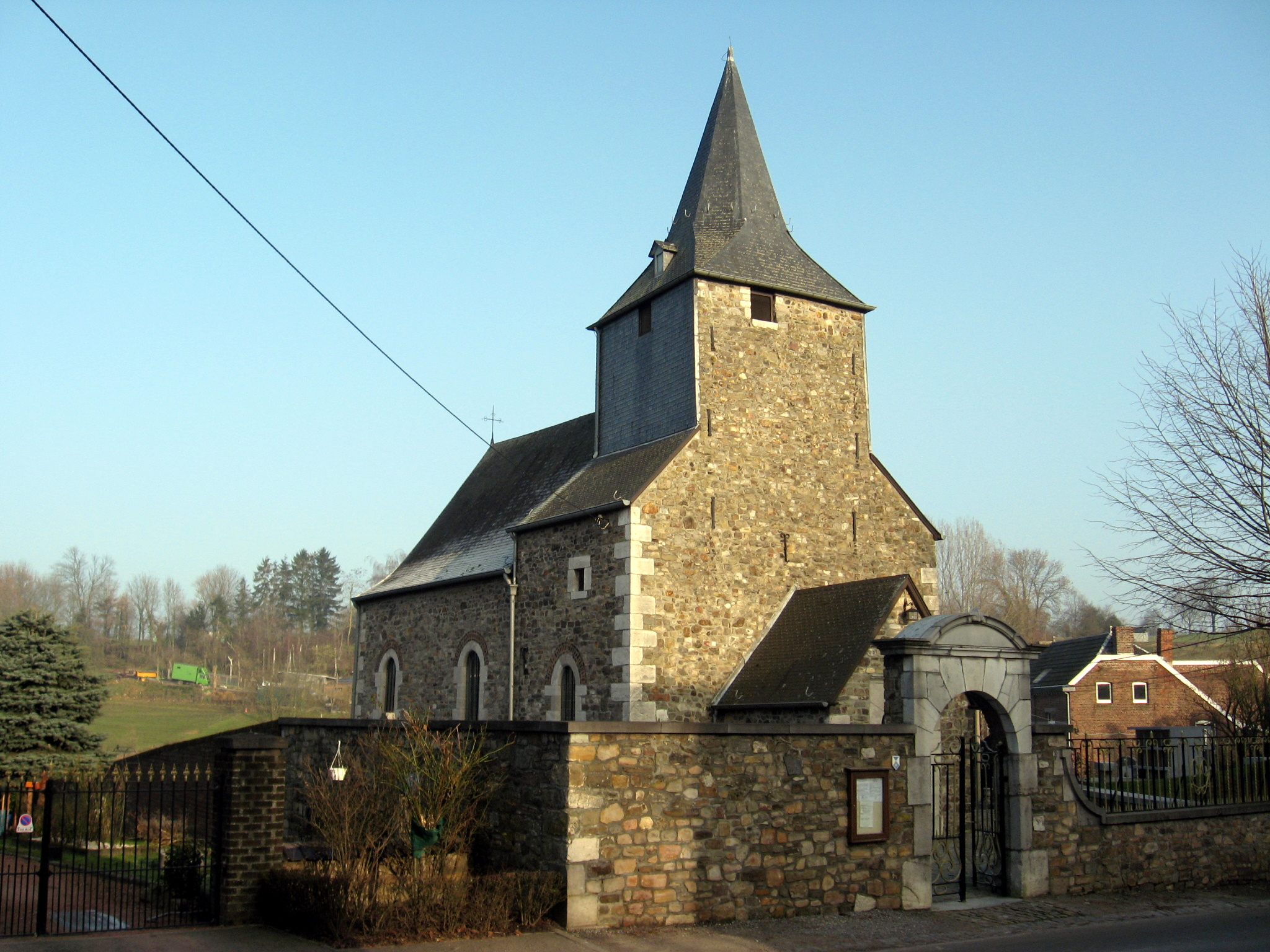
Onze-Lieve-Vrouwekerk

De Onze-Lieve-Vrouwekerk (Église Notre-Dame) is de parochiekerk van het tot de Belgische gemeente Soumagne behorende dorp Évegnée, gelegen aan de Rue du Village.

## Geschiedenis
Deze eenbeukige kerk was oorspronkelijk een 14e-eeuwse kapel en werd herbouwd in 1695. De kerk werd opgetrokken in kolenzandsteen en vooral de voorgevel en de eerste travee tonen nog de romaanse invloed. Deze travee omvat ook de lage vierkante toren die gedekt wordt door een achtkante spits.
Het schip heeft twee traveeën en een driezijdig afgesloten koor.
De kerk werd in 1926 gerestaureerd. Een aantal grafkruisen, waarvan een van 1636 met het wapenschild van Froidmanteau, werden ingemetseld.
Bij de kerk bevindt zich een monumentale lindeboom.

## Interieur
Het doksaal wordt gedragen door kalkstenen kolommen waaraan enige wapenschilden te zien zijn.
De kerk heeft een Mariabeeld van Onze-Lieve-Vrouw van Évegnée, daterend van omstreeks 1450. De devotie hiertoe zou tot 1300 teruggaan. Er zijn herenbanken van 1714. Ook zijn er enkele beelden en schilderijen; die van het hoofdaltaar zijn eind-17e-eeuws. Het schip heeft een cassetteplafond waarop J. Cambresier in 1925 schilderingen heeft aangebracht.
Grafstenen uit de 16e en 17e eeuw zijn aanwezig.